# George Joseph Biskup
George Joseph Biskup (* 23. August 1911 in Cedar Rapids, Iowa, USA; † 17. Oktober 1979) war ein US-amerikanischer Geistlicher und römisch-katholischer Erzbischof von Indianapolis.

## Leben
George Joseph Biskup empfing am 19. März 1937 das Sakrament der Priesterweihe für das Erzbistum Dubuque.
Am 9. März 1957 ernannte ihn Papst Pius XII. zum Titularbischof von Hemeria und zum Weihbischof in Dubuque. Der Apostolische Delegat in den Vereinigten Staaten, Erzbischof Amleto Giovanni Cicognani, spendete ihm am 24. April desselben Jahres die Bischofsweihe; Mitkonsekratoren waren der Erzbischof von Dubuque, Leo Binz, und der Bischof von Rockford, Loras Thomas Lane.
Biskup nahm an allen vier Sitzungsperioden des Zweiten Vatikanischen Konzils als Konzilsvater teil.
Am 30. Januar 1965 ernannte ihn Papst Paul VI. zum Bischof von Des Moines. Bereits am 20. Juli 1967 wurde er zum Koadjutorerzbischof von Indianapolis und zum Titularerzbischof pro hac vice von Tamalluma ernannt. Mit dem Rücktritt von Paul Clarence Schulte am 3. Januar 1970 folgte er diesem als Erzbischof von Indianapolis nach.
Am 20. März 1979 nahm Papst Johannes Paul II. seinen gesundheitsbedingten Verzicht auf das Erzbistum Indianapolis an. Biskup starb noch im selben Jahr.